# مونتي سان سالفاتوري
مونتي سان سالفاتوري (بالإنجليزية: Monte San Salvatore)‏ هو أحد جبال سلسلة جبال الألب لوغانو ويقع في كانتون تيسينو في سويسرا. يحتل المرتبة رقم 446 في قائمة جبال سويسرا من حيث الارتفاع، إذ يبلغ ارتفاعه حوالي 912 متر، بينما يبلغ ارتفاع نتوء الجبل 602 متر.